# Сања Вранеш
Сања Вранеш српски је инжењер електротехнике, директор Института „Михајло Пупин“ и редовни професор Београдског универзитета.

## Биографија
Докторирала је 1993. године на Електротехничком факултету Универзитета у Београду. Њено основно стручно и научно опредељење је рачунарски софтвер и то претежно у областима: симулације и управљања у реалном времену, вештачке интелигенције, експертских система, система за подршку одлучивању, семантичког веба итд. Из поменутих области објавила је преко 200 радова, од тога преко 30 у часописима са SCI листе (IEEE Transactions on Software Engineering, IEEE Transactions on Knowledge and Data Engineering, IEEE Expert, итд.). За објављене радове добила је и награду из фондације проф. Бранка Раковића. Добитник је награде „Никола Тесла“ за достигнућа у области техничких наука за 1996. годину. Добила је и две награде (на београдском и новосадском сајму технике) за најбољи софтверски пакет. Учествовала је у 30 истраживачких пројеката које финансира ЕУ. Руководила је израдом преко 20 комерцијалних софтверских пакета. Усавршававала се на универзитету  у САД и Универзитету у Бристолу, Енглеска. Од 1999. године ангажована је као експерт Организације уједињених нација за информационе технологије, а од 2005. године и као експерт Европске комисије. Гостујући је уредник специјалних издања међународних часописа Robotics and Computer Integrated Manufacturing International Journal (Pergamon Press/Elsevier) и Mathematics and Computers in Simulation (North Holland). Рецензент је међународних часописа IEEE Computer и Advances in Engineering Software. Редовни је члан Академије инжењерских наука Србије. Члан је Националног савета за науку у два мандата. Говори пет језика.